# On the Fire
On the Fire è un cortometraggio muto del 1919 diretto da Hal Roach. Il film, di genere comico, è interpretato da Harold Lloyd, Snub Pollard, Bebe Daniels, Sammy Brooks. È conosciuto anche col titolo The Chef.

## Produzione
Il film fu prodotto da Hal Roach per la Rolin Films.

## Distribuzione
Distribuito dalla Pathé Exchange, il film - un cortometraggio di una bobina - uscì nelle sale cinematografiche USA il 23 febbraio 1919. La Pathé Frères lo distribuì in Francia il 21 maggio 1920 con il titolo Lui, chef cuisinier. Fu, in seguito, rieditato per il mercato americano il 12 marzo 1922.
Copie della pellicola sono conservate negli archivi dell'UCLA, del National Film Archive of the British Film Institute, negli Archiva Nationala de Filme e nella Raymond Rohauer collection del Cohen Media Group. Il film è stato distribuito in VHS e in DVD dalla Grapevine Video ed è visibile su You Tube.